# Iglesia de San Pedro (La Paz)
La Iglesia de San Pedro es un templo católico y franciscano con una  sola torre de campanario situado en la ciudad de La Paz, Bolivia. 
Terminada en 1790, la portada tiene características del barroco tardío y principios del neoclásico: su estructura es alargada, pudiendo apreciarse en su nave central aditamentos posteriores del siglo XVIII. En la base de las columnas pueden contemplarse conchas y leones esculpidos. En el piso están labrados los nombres de los párrocos.

## Ubicación
La Iglesia se halla ubicada en el barrio de San Pedro de la ciudad de La Paz, en la Plaza Sucre, calle Colombia, esquina avenida 20 de Octubre.

## Historia
Segunda parroquia en antigüedad de La Paz, fue fundada por el fraile español Francisco de la Cruz Alcocer en 1549 con la finalidad de adoctrinar a la población indígena y en 1665 se ornamentó la fachada y torre. El templo inicial se terminó en el año 1720, pero quedó destruido tras un incendio ocurrido en 1781, con motivo del cerco que sufrió la ciudad en 1781 realizado por Túpac Katari. Tras su reconstrucción, que finalizó en 1790, fue destruida de nuevo en una rebelión indígena de 1857. Durante el gobierno de Narciso Campero se procedió a su reconstrucción.  Históricamente la zona de influencia de la Iglesia de San Pedro, era considerada un barrio de indios, pues el río Choqueyapu dividía a la ciudad, estando la zona norte ocupada por familias de origen español, y la sur donde se encuentra la iglesia era ocupada principalmente por población indígena.